# Pachyiulus varius
Pachyiulus varius är en mångfotingart som först beskrevs av Fabricius 1781.  Pachyiulus varius ingår i släktet Pachyiulus och familjen kejsardubbelfotingar. Inga underarter finns listade i Catalogue of Life.